# Битва при Гелосе
Битва при Гелосе — первое известное сражение спартано-аргосских войн и архаической эпохи.
Павсаний относит его к правлению царя Алкамена (вторая половина VIII века до н. э.), современные исследователи полагают, что оно предшествовало Первой Мессенской войне, начавшейся около 740 до н. э.
Борьба Спарты и Аргоса, начавшаяся как спор за пограничную область Кинурию, вскоре переросла в соперничество из-за лидерства на Пелопоннесе, и на раннем этапе конфликта Аргос, являвшийся в военном отношении сильнейшим из государств Греции, имел преимущество.
К тому времени процесс завоевания спартанцами Лаконии вступил в завершающую фазу, они покорили долину Эврота и вышли к берегу Лаконского залива, где оставался последний сохранявший независимость город Гелос. Павсаний сообщает, что его населяли «ахейцы», то есть какое-то додорийское племя, ионийцы или пеласги. Н. Дж. Л. Хэммонд полагает, что это был небольшой городок, но имевший стены из кирпича-сырца, служившие некоторой защитой в эпоху, не знавшую осадных орудий.
Аргосцы направили помощь осажденным; по мнению Хэммонда, это была весьма жестокая акция, разрушавшая установленные богами узы родства между дорийцами — аргосцами и спартанцами (спартанцев, впрочем, не смущало наличие кровного родства, когда они чуть позже жестоко порабощали своих дорийских родственников мессенцев). Тем не менее, стратегически это была весьма разумная акция, так как в случае успеха она позволяла блокировать спартанцев в долине Эврота и вопрос о господстве на Пелопоннесе был бы решен.
Хэммонд полагает, что аргосцы, имевшие флот, перебросили войска морем, чему Спарта, не располагавшая кораблями, не могла помешать. В сражении под стенами города аргосский десант был разбит, спартанцы взяли Гелос, разрушили его до основания, а жителей поработили (по преданию, они стали первыми илотами), но при этом сохранили культ Коры, существовавший у аборигенов.
Победа при Гелосе позволила спартанцам приступить к покорению Мессении, а этот конфликт, в свою очередь, обострил противостояние с Аргосом.